# Syringodium isoetifolium
Syringodium isoetifolium es una especie de planta con flores de la familia Cymodoceaceae que crece bajo el agua en hábitats marinos. Forma praderas de pastos marinos en lugares arenosos o lodosos poco profundos en los océanos Índico y Pacífico.

## Descripción
Syringodium isoetifolium puede crecer hasta una longitud de 50 centímetros en lugares de una sola especie, pero solo pueden alcanzar de 5 a 10 centímetros cuando crece junto a otras especies de pastos marinos. La planta tiene rizomas subterráneos delgados que a intervalos emanan brotes. Los brotes están encerrados en una vaina en la base y cada uno se caracteriza por tener dos o tres hojas tubulares huecas con extremos puntiagudos suaves. En aguas tranquilas los brotes pueden ser largos y ramificados. La inflorescencia es una cima, con flores masculinas y femeninas que surgen en plantas separadas. Los frutos son nueces pequeñas, duras y con un pico. La planta es algo frágil: sus hojas pueden flotar cuando se rompen, al igual que las cabezas de las semillas, que habitualmente flotan lejos de su ubicación original antes de que germinen las semillas.

## Ecología
Esta hierba marina es sensible a la falta de luz y a la disminución de la salinidad en su entorno. En un suceso de grandes inundaciones en Queensland, la mitad de los pastos marinos se perdieron en un área de estudio poco profunda en la bahía de Moreton, de los que el Syringodium isoetifolium desapareció casi completamente mientras que Zostera muelleri y otras especies de pasto marino sobrevivieron casi sin verse afectadas. Otro estudio examinó la probabilidad de que Syringodium isoetifolium se volviera invasiva si su distribución cambiara como resultado del cambio climático. En este experimento, se emplazó un pequeño parche de Syringodium isoetifolium en un área tropical sublitoral y el área cubierta por la planta aumentó en un 800% en un período de quince años, principalmetne a través del crecimiento clónico.

## Investigaciones
Las incrustaciones marinas ocasionan una pérdida económica considerable a causa de a los organismos que crecen en los cascos de los barcos, tuberías y otras estructuras sumergidas. Los pastos marinos desarrollaron mecanismos de defensa en contra de esos epibiontes, por lo que son pocos los organismos que se bioincrustan sobre estos. Investigaciones analizaron un extracto metanólico del Syringodium isoetifolium como un agente antincrustante natural. Se descubrió que inhibe el crecimiento de microalgas y bacterias de biopelícula, así como el de la lapa Patella vulgata y el mejillón marrón Perna perna, todos estos causantes de incrustaciones marinas. El extracto se determinó que no era tóxico para los camarones de agua salada y se mostró prometedor como agente para reemplazar los químicos tóxicos que se han usado históricamente para combatir este fenómeno. Los metabolitos secundarios involucrados parecen ser ácidos grasos en el rango de C16 a C24.